# 黒田吉益
黒田 吉益（くろだ よします、1927年1月1日 - 2021年1月4日）は、日本の地球科学者。専門は岩石学・地球化学。学位は、理学博士（東京教育大学）。信州大学名誉教授。元日本地質学会会長。元日本学術会議会員。

## 略歴
九州大学理学部地質学科卒業。東京教育大学理学部助手、信州大学理学部教授を経て、信州大学名誉教授。日本地質学会会長や、日本学術会議会員（第4部）を務めた。1960年東京教育大学より理学博士学位を取得。
国際協力事業団の技術援助プロジェクトとして、中国科学院地質与地球物理研究所に多数の日本人研究者を送り込み、技術協力・共同研究を促進した。これにより2002年、中華人民共和国「国際科学技術協力賞」を受賞。
「九条科学者の会」呼びかけ人を務めていた。
2021年1月4日、肺癌のため死去。

## 著書・訳書
- 黒田吉益『偏光顕微鏡と岩石鉱物』共立出版、1968年。
- 大久保雅弘・黒田吉益編著『実験地学ハンドブック』築地書館、1968年。
- D.S.コルジンスキー 著、黒田吉益 訳『交代作用の熱力学』共立出版、1970年。
- シェインマン『マントル地質学』地学団体研究会訳（黒田吉益責任編集）、築地書館、1970年。
- 岩尾裕純・黒田吉益編『日本の鉱物資源』共立出版、1977年。
- 黒田吉益、諏訪兼位『偏光顕微鏡と岩石鉱物 第2版』共立出版、1983年。ISBN 4-320-04578-5。
- 黒田吉益『水素同位体比から見た水と岩石・鉱物』共立出版、2002年。ISBN 4-320-04641-2。